# Dysmicoccus victorianus
Dysmicoccus victorianus är en insektsart som beskrevs av Williams 1985. Dysmicoccus victorianus ingår i släktet Dysmicoccus och familjen ullsköldlöss. Inga underarter finns listade i Catalogue of Life.